# Chocovice
Chocovice (németül: Kötschwitz) Třebeň településrésze Csehországban a Karlovy Vary-i kerület Chebi járásában. Központi községétől 1,5 km-re délre fekszik. A 2001-es népszámlálási adatok szerint 5 lakóháza és 5 lakosa van.